# چووپه
چووپه (به لهستانی:  Człopy) یک منطقهٔ مسکونی در لهستان است که در گمینا اونگیوو واقع شده‌است. چووپه ۲۵۰ نفر جمعیت دارد.